# Balirangan
Balirangan són unes muntanyes de l'Índia a Karnataka i al districte de Coimbatore a Tamil Nadu.
Les muntanyes van entre Karnataka i el pas Hussainur. Els rius Gundal i Honnuhole són els principals. L'altura mitjana és de 1400 metres però l'altura màxima arriba fins als 1643 metres; el pic de Bedugiri, al sud, té uns 1550 metres.